# Luis Rogelio Rodríguez-Comendador
Luis Rogelio Rodríguez-Comendador Pérez (Madrid, 19 de febrero de 1959) es un político español, alcalde de la ciudad de Almería entre 2003 y 2015 y miembro del Partido Popular. Es bisnieto del que fuera también alcalde de Almería en dos ocasiones, Rogelio Pérez García.

## Biografía
Nació en Madrid, ciudad de destino laboral de su padre, en febrero de 1959, siendo el mayor de tres hermanos. Con dieciséis años se traslada a Almería. Licenciado en Derecho por la Universidad de Granada, pertenece al Ilustre Colegio de Abogados de Almería con el número 1179 y ejerció como abogado hasta 1995. 
Concejal en el Ayuntamiento de Almería desde 1991, ha sido también presidente de la Diputación Provincial de Almería desde julio de 1995 hasta julio de 2003. Paralelamente, Luis Rogelio ha sido elegido como miembro del Parlamento Andaluz por el Grupo Popular desde el año 2000. Finalmente, y tras las elecciones municipales de 2003, Luis Rogelio fue elegido alcalde de Almería. En el año 2007 fue reelegido como alcalde de la ciudad y en el año 2011 fue reelegido como alcalde con mayoría absoluta. El 13 de junio de 2015 vuelve a ser reelegido alcalde de Almería con 13 votos frente a los 11 votos de su contrincante del PSOE y la abstención de Ciudadanos.
El 28 de noviembre de 2015 presentó su dimisión como alcalde de Almería tras doce años en el cargo y 24 años de concejal por nuevas directrices del partido en Andalucía para no complementar cargos siendo alcalde. De este modo, se mantuvo en el Senado, dejando la alcaldía a Fernández-Pacheco.